# Polochion de Kisar
Philemon kisserensis
Espèce
Le Polochion de Kisar (Philemon kisserensis) est une espèce de passereaux de la famille des Meliphagidae.

## Répartition
Il est endémique du sud des Moluques : Kisar et îles Leti avoisinantes.